# Muroran
Muroran (室蘭市, Muroran-shi) est une ville du Japon située sur l'île de Hokkaidō. Elle est le chef-lieu de la sous-préfecture d'Iburi. Le toponyme vient du mot aïnou Mo ruerani, qui signifie « petite pente » (petite côte en descente).

## Géographie

### Situation
Située sur la côte sud de l'île de Hokkaidō, au Japon, la ville de Muroran s'est développée sur la péninsule d'Etomo (ja) qui marque l'entrée nord de la baie d'Uchiura.

### Démographie
De taille moyenne, la ville de Muroran regroupait au 30 septembre 2010 94 918 habitants répartis sur une superficie de 80,65 km2 (densité de population de 1 177 hab./km2). En juin 2021, la population s'élevait à 80 620 habitants.

### Topographie
La ville de Muroran est dominée par le pic Muroran (911 m) duquel elle tire son nom (le terme de Muroran viendrait de l'aïnou Mo ruerani signifiant « le sommet d'une petite butte ») et par le mont Sokuryō (199 m) qui, lui, est situé dans la ville.

### Hydrographie
Muroran est traversée par les fleuves Washibetsu, Chiribetsu et Chimaibetsu.

### Climat
| Mois                                             | jan.       | fév.       | mars      | avril     | mai       | juin      | jui.      | août      | sep.     | oct.      | nov.      | déc.       | année                       |
| ------------------------------------------------ | ---------- | ---------- | --------- | --------- | --------- | --------- | --------- | --------- | -------- | --------- | --------- | ---------- | --------------------------- |
| Température minimale moyenne (°C)                | −4         | −4         | −1,3      | 3         | 7,6       | 11,9      | 16,4      | 18,6      | 15,7     | 9,8       | 3,5       | −1,8       | 6,3                         |
| Température moyenne (°C)                         | −1,8       | −1,6       | 1,4       | 6,1       | 10,7      | 14,4      | 18,5      | 20,6      | 18,4     | 12,9      | 6,4       | 0,5        | 8,9                         |
| Température maximale moyenne (°C)                | 0,6        | 1          | 4,6       | 10,1      | 14,9      | 18        | 21,6      | 23,6      | 21,5     | 16,1      | 9,3       | 2,9        | 12                          |
| Record de froid (°C) date du record              | −13,4 1961 | −13,4 1931 | −9,6 1986 | −5,8 1929 | 0 1929    | 4,6 1927  | 8,5 1989  | 11,5 1971 | 5,9 1969 | −2,2 1924 | −7,2 1971 | −12,9 1937 | −13,4 12/1/1961 et 8/2/1931 |
| Record de chaleur (°C) date du record            | 9,8 1932   | 11,4 1960  | 16,7 2018 | 23,1 2014 | 27,6 2019 | 28,7 2010 | 32,5 1924 | 32,8 1929 | 31 2019  | 25,8 1946 | 20,9 1944 | 14,4 1989  | 32,8 1929                   |
| Ensoleillement (h)                               | 88,3       | 123,6      | 183,7     | 198,9     | 194,9     | 155,8     | 133,2     | 144,9     | 166,5    | 165,2     | 102,7     | 71,1       | 1 728,1                     |
| Précipitations (mm)                              | 53,6       | 44,3       | 49,9      | 70        | 108,3     | 109,1     | 159,2     | 187,3     | 156,6    | 101,8     | 83,2      | 65,8       | 1 188,9                     |
| dont neige (cm)                                  | 49         | 45         | 27        | 4         | 0         | 0         | 0         | 0         | 0        | 0         | 5         | 27         | 157                         |
| Nombre de jours avec précipitations              | 12,5       | 9,9        | 9,5       | 8,4       | 9,4       | 9,1       | 11,1      | 11,2      | 10,9     | 11,1      | 12,7      | 13,2       | 129                         |
| dont nombre de jours avec précipitations ≥ 10 mm | 1          | 1,1        | 1,4       | 2,4       | 3,3       | 3,4       | 4,7       | 5,1       | 4,5      | 3         | 2,4       | 1,4        | 33,7                        |
| Humidité relative (%)                            | 70         | 72         | 72        | 75        | 80        | 88        | 90        | 89        | 82       | 74        | 71        | 70         | 78                          |
| Nombre de jours avec neige                       | 15,5       | 13,8       | 7,8       | 0,8       | 0         | 0         | 0         | 0         | 0        | 0         | 2         | 9,5        | 49,5                        |

| Diagramme climatique                                  |         |             |         |              |             |               |               |               |              |            |             |
| J                                                     | F       | M           | A       | M            | J           | J             | A             | S             | O            | N          | D           |
| 0,6−453,6                                             | 1−444,3 | 4,6−1,349,9 | 10,1370 | 14,97,6108,3 | 1811,9109,1 | 21,616,4159,2 | 23,618,6187,3 | 21,515,7156,6 | 16,19,8101,8 | 9,33,583,2 | 2,9−1,865,8 |
| Moyennes : • Temp. maxi et mini °C • Précipitation mm |         |             |         |              |             |               |               |               |              |            |             |

## Histoire
À la période d'Edo, Muroran faisait partie du fief du clan Matsumae et servait de lieu d'échange entre ce dernier et les Aïnous.
À partir de l'ère Meiji, Muroran connaît un développement rapide lié à la mise en valeur à pas forcé de l'île de Hokkaidō par le gouvernement central. Ainsi, un district de Muroran (室蘭郡, Muroran-gun) est créé dès 1869, et il est doté d'un port trois ans plus tard. La création d'une ligne de chemin de fer de transport de charbon entre Muroran et Iwamizawa en 1892, la création de l'aciérie Japan Steel Works en 1907 puis de celle de la Hokkaido Colliery & Steamship (aujourd'hui exploitée par la Nippon Steel) en 1909 assurent l'essor de l'agglomération. En effet, celle-ci obtient le statut de bourg en 1900 puis celui de ville le 1er août 1922, passant entre ces deux dates de 5 461 à 52 158 habitants.
Bombardée par la US Air Force le 15 juillet 1945, Muroran poursuit néanmoins son développement après la Seconde Guerre mondiale avec l'ouverture de la raffinerie en 1956, de l'aciérie Fuji Steel (aujourd'hui contrôlée par la Nippon Steel), alors quatrième plus important haut fourneau du Japon, en 1961, ou en obtenant en 1965 le statut officiel de « port d'une certaine importance ». La population atteint son niveau le plus élevé en 1969 avec 183 605 habitants. Cette activité industrielle lourde est également à l'origine d'un certain nombre de problèmes, notamment des conflits sociaux (dont le principal reste les violentes grèves dans l'usine Japan Steel Works de 1954) ou encore l'incendie d'un navire-citerne puis de la raffinerie qui mirent vingt-sept jours à être éteints et firent 10 morts en mai-juin 1965. Les chocs pétroliers de 1973 puis de 1979 touchent durement la sidérurgie et la pétrochimie et font entrer Muroran dans une crise durable depuis le début des années 1980 : la commune n'a cessé depuis lors de perdre ses habitants, passant de 150 199 résidents en 1980 à 117 855 en 1990, 103 278 en 2000 et 96 135 en 2009.

## Économie

### Un port industriel

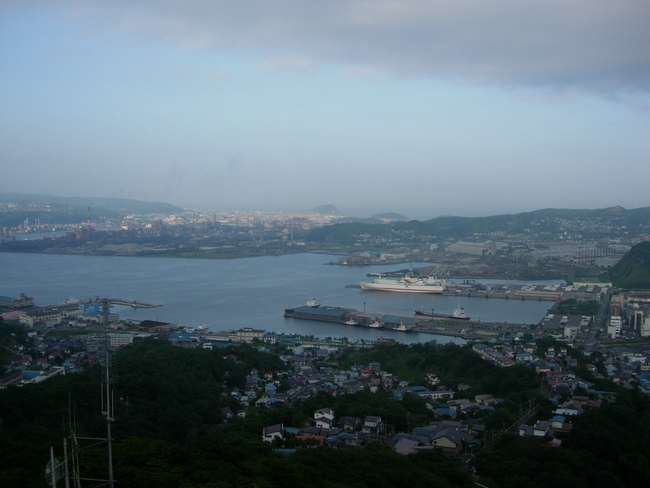
Vue du port de Muroran.

L'activité économique de Muroran reste avant tout liée à l'industrie et en particulier la sidérurgie (avec quatre aciéries), la pétrochimie (avec une raffinerie), la construction navale, la fabrication de machines et le commerce de gros et le ciment.
Le port de Muroran est le deuxième de Hokkaidō pour le volume de marchandises (3 927 tonnes en 2003, soit 17,3 % du total de l'île). Aux alentours se sont également développés des marinas, des ports de pêche et des bassins d'aquaculture. Le plan M-Ran-do prévoit la construction d'une île artificielle consacrée aux loisirs.

### Tourisme
Le tourisme s'est également développé notamment à partir des « huit points de vue de Muroran », groupe de plusieurs sites réputés pour leurs panoramas. Les autres sites de Muroran attirant les touristes sont le pont Hakuchō, plus long pont suspendu de l'est du Japon, la plage d'Itanki (un des « 100 sites sableux sélectionnés du Japon ») connue pour son spot de surf, et les activités d'observation des baleines.

## Éducation
Muroran abrite depuis 1887 l'université de technologie de Muroran, université nationale dispensant des formations en ingénierie (génie civil et architecture, ingénierie des matériaux, en mécanique, aérospatiale, en sciences appliquées, en électronique et en sciences de l'information.

## Transports
La ville est desservie par la ligne principale Muroran de la JR Hokkaido. La gare de Higashi-Muroran est la principale gare de la ville.

## Jumelage
- Shizuoka (Japon) depuis 1976
- Knoxville (États-Unis) depuis 1991
- Jōetsu (Japon) depuis 1995

## Personnalités
- Kazuyuki Kyoya (1971-), footballeur et basketteur en fauteuil roulant japonais, né à Muroran.
- Kuryu Matsuki (2003-), footballeur japonais, né à Muroran.

## Symboles municipaux
Le sorbier des oiseleurs est l'arbre symbole de Muroran, le rhododendron sa fleur symbole et la mésange noire son oiseau symbole.